# Joy Sorman
Pour les articles homonymes, voir Sorman (homonymie).
Joy Sorman, née à Paris le 28 décembre 1973, est une femme de lettres française, également chroniqueuse de télévision et animatrice radio.

## Biographie

### Famille
Joy Sorman est la fille de l'écrivain et essayiste Guy Sorman,, et Marie-Dominique Deniau.

### Formation et débuts
Après l'obtention du Capes en philosophie en 1997, elle devient professeure de philosophie dans un lycée de Montbéliard avant de renoncer à enseigner cette discipline dans le système scolaire.

### Écriture et médias
En 2005, elle écrit son premier roman, paru chez Gallimard. Ce manifeste pour un « féminisme viril », intitulé Boys, Boys, Boys rencontre un succès de librairie avec 10 000 exemplaires vendus et reçoit le prix de Flore de la même année.
En mars 2007, elle publie son deuxième livre, Du bruit, consacré au groupe de rap Suprême NTM. En octobre 2007 sort 14 Femmes, pour un féminisme pragmatique, écrit en collaboration avec Gaëlle Bantegnie, Yamina Benahmed Daho et Stéphanie Vincent.
Joy Sorman collabore à des médias audiovisuels (Ça balance à Paris sur Paris Première, la Matinale de Canal+ et sur France Inter). Durant l'été 2010, elle anime quotidiennement, sur France Inter, une émission intitulée La jeunesse, tu l'aimes ou tu la quittes.
Son livre, La Peau de l'ours, est le récit d'une créature mi-ours mi-homme. À la fois conte fantastique et philosophique, il fait partie de la sélection au prix Goncourt en 2014.
En janvier 2016, elle rejoint le site d'information Mediapart pour y animer, le temps d'une saison, en compagnie de Joseph Confavreux, l'émission Contrechamp destinée à traiter des thématiques concernant « les conditions de production et les processus de création de ce qui nous est donné à lire, voir ou entendre ».
En 2021, elle signe À la folie chez Flammarion. Chez le même éditeur sort, en janvier 2024, Le Témoin, un roman écrit après avoir suivi pendant un an, une fois par semaine, les audiences du palais de Justice de Paris Porte de Clichy.

### Décoration
- Chevalière de l'ordre des Arts et des Lettres (2013)[7]

## Œuvres
- Boys, Boys, Boys, Paris, Gallimard, 2005  (ISBN 978-2-07-077440-1)
- Du bruit, Paris, Gallimard, 2007  (ISBN 978-2-07-077971-0)
- 14 Femmes, pour un féminisme pragmatique, en coll. avec Gaëlle Bantegnie, Yamina Benahmed Daho et Stéphanie Vincent, Paris, Gallimard, 2007,  (ISBN 978-2-07-078688-6)
- Gros Œuvre, Paris, Gallimard, 2009  (ISBN 978-2-07-012465-7)
- Parce que ça nous plaît : l’invention de la jeunesse, avec François Bégaudeau, Paris, Larousse, coll. « Philosopher », 2010  (ISBN 978-2-03-584293-0)
- Pas de pitié pour les baskets, illustré par Olivier Tallec, éditions Hélium, 2010
- L'Inhabitable, avec Éric Lapierre, Paris, éditions Alternatives, coll. « Mémoires urbaines », 2011  (ISBN 978-2-86227-662-5)
- Paris Gare du Nord, Paris, Gallimard, coll. « L'Arbalète », 2011  (ISBN 978-2-07-013557-8)
- Comme une bête, Paris, Gallimard, coll. « Blanche », 2012  (ISBN 978-2-07-013748-0)
- Lit national, avec Frédéric Lecloux, Éditions Le Bec en l’air, 2013  (ISBN 978-2-36744-026-2)
- La Peau de l'ours, Paris, Gallimard, coll. "Blanche, 2014  (ISBN 978-2-07-014643-7)
- L’Inhabitable, Paris, Gallimard, 2016, coll. « L'Arbalète »,  (ISBN 978-2-07-017822-3)
- Sciences de la vie, Paris, Le Seuil, coll. « Cadre rouge », 2017  (ISBN 978-2-02-136512-2)
- À la folie, Paris, Flammarion, 2021  (ISBN 978-2-08-023533-6)
- Seyvoz, avec Maylis de Kerangal, Éditions Inculte, 2022  (ISBN 978-2-3608-4139-4)
- Le Témoin (roman), Paris, Flammarion, 2024  (ISBN 978-2-0804-1903-3)[8]

### Prix littéraires
- Prix de Flore 2005 pour son premier livre Boys, Boys, Boys[9]
- Prix Georges Brassens 2012[10]
- Prix Liste Goncourt : le choix polonais 2012[11]
- Prix Café littéraire de Sainte-Cécile-les-Vignes (prix CALIBO) 2013 pour Comme une bête
- Prix François-Mauriac 2013 de l'Académie française pour Comme une bête
- Prix Marguerite-Puhl-Demange 2015 de la ville de Metz pour La Peau de l'ours